# Il diritto di contare (libro)
Il diritto di contare (titolo originale in inglese: Hidden Figures: The American Dream and the Untold Story of the Black Women Who Helped Win the Space Race) è un saggio del 2016 scritto da Margot Lee Shetterly.
Shetterly ha iniziato a lavorare al libro nel 2010, che si svolge dagli anni '30 agli anni '60, in un periodo in cui alcuni consideravano le donne come inferiori agli uomini. La biografia segue la vita di Katherine Johnson, Dorothy Vaughan e Mary Jackson, tre matematiche che hanno lavorato come calcolatrici alla NASA durante la corsa allo spazio. Hanno superato la discriminazione, come donne e come afro-americani. È presente anche Christine Darden, la prima donna afro-americana ad essere promossa nel Senior Executive Service per il suo lavoro di ricerca sul volo supersonico e il boom sonico. Il libro ha raggiunto il primo posto nella lista dei Best Sellers Non-Fiction del New York Times e ha ottenuto il premio Anisfield-Wolf Book per la saggistica nel 2017.
Il libro è stato adattato nel film omonimo, uscito nel 2016, che è stato nominato a tre Oscar. Ha ricevuto numerosi altri premi.

## Tema
Il diritto di contare racconta la storia di tre donne afroamericane che hanno lavorato come calcolatrici al West Area Computers per la risoluzione di problemi per gli ingegneri della NASA. Per i primi anni della loro carriera, il posto di lavoro era segregato e le donne erano tenute in disparte come calcolatrici umane. Il padre dell'autrice Margot Lee Shetterly era un ricercatore della NASA che ha lavorato con molti dei personaggi principali del libro.
Il libro spiega come queste tre donne hanno superato la discriminazione e la segregazione razziale per diventare tre americane che hanno realizzato la storia della matematica, della scienza e dell'ingegneria. Il personaggio principale, Katherine Johnson, ha calcolato le traiettorie dei razzi per il programma Mercury e Apollo. Johnson è riuscita a "prendere in mano la situazione" e, essendo determinata con il suo supervisore, quando le sue capacità matematiche sono state riconosciute Katherine Johnson è stata ammessa in tutte le riunioni maschili a NASA.

## Film
Il libro è stato adattato nel film omonimo, scritto da Theodore Melfi e Allison Schroeder e diretto da Melfi. È stato distribuito il 25 dicembre 2016 e ha ricevuto recensioni positive della critica e ha ricevuto la candidatura come Oscar al miglior film ai premi Oscar 2017. Ha ricevuto numerose altre nomine e premi. Taraji P. Henson ha interpretato la matematica Katherine Johnson, Octavia Spencer ha interpretato Dorothy Vaughan, una matematica afro-americana che ha lavorato per la NASA nel 1949 e Janelle Monáe ha interpretato Mary Jackson, la prima ingegnere afro-americana alla NASA. Il film ha incassato 235,9 milioni di dollari in tutto il mondo, con un budget di 25 milioni di dollari.
Anche se il film è basato sul libro, l'autrice Margot Lee Shetterly accetta che ci sono differenze tra i due e lo trova comprensibile:
( Robert Z. Pearlman, 'Hidden Figures': 'The Right Stuff' vs. Real Stuff in New Film About NASA History, su Space.com, Purch, 27 dicembre 2016.)

## Altri adattamenti
Nel 2016 è stata pubblicata una edizione Young Reader's per lettori di età compresa tra gli 8 e i 12 anni.
Un libro illustrato Hidden Figures è stato pubblicato nel gennaio 2018. Il libro è stato co-scritto da Margot Lee Shetterly per bambini dai quattro agli otto anni.

## Edizioni

### Edizioni in italiano
- Il diritto di contare, traduzione di Cristina Ingiardi, HarperCollins Italia, 17 gennaio 2017, ISBN 978-88-6905-178-4, OCLC 1020137824.